# تکتوی
تکتوی (انگلیسی: Tectoy) شرکت بازی ویدئویی برزیلی است، که در سال ۱۹۸۷ تأسیس شد.